# مارس إكسبريس
مارس إكسبريس (بالإنجليزية:  Mars Express)‏ أو «المريخ إكسبريس» هي بعثة استكشاف فضائية تابعة لـ وكالة الفضاء الأوروبية. انطلقت في 2 يونيو 2003 ووصلت لمدار المريخ في 25 ديسمبر 2003، وكانت تحمل على متنها مركبة الهبوط بيجل 2 (Beagle 2)، ولكنها فقدت مركبة الهبوط أثناء دخولها المجال الجوي للكوكب وأغلب الظن أنها تحطمت، ولكن مركبة المدار استمرت في إرسال الصور والبيانات عن سطح المريخ والبحث عن دلائل للماء ودراسة جغرافية السطح والغلاف الجوي للمريخ.
إن بعثة مارس إكسبريس تقوم باستكشاف كوكب المريخ، وهي أيضًا أول مهمة كوكبية تقوم بها الوكالة.
كلمة «إكسبريس» تشير في الأصل إلى السرعة والكفاءة اللتين على أساسهما تم تصميم المركبة الفضائية وبناؤها كذلك فإن كلمة «إكسبريس» تصف رحلة المركبة بين الكوكبين (و التي هي قصيرة نسبيًا)؛ نتيجة لإطلاق المركبة في وقت تقارب مداري الأرض والمريخ، تقاربًا قلّص المسافة بين الكوكبين عمّا كانت عليه في الـ 60,000 سنةً الأخيرة. .
تتألف مارس إكسبريس من جزئين، أحدهما هو مسبار مارس إكسبريس، والآخر بيجل 2 ؛ وهي مركبة هبوط (روفر) مصممة لأداء أبحاث بيولوجيا الفضاء والكيمياء الجيولوجية. وعلى الرغم من أن المركبة قد فشلت في الهبوط بسلام على سطح المريخ، إلا أن المسبار يقوم بالمسوحات العلمية بنجاح منذ أوائل عام 2004، من تصوير فائق الدقة، ورسم خرائط تعدينية للسطح، وتصوير الهيكل الداخلي للكوكب بموجات رادار وصولاً للطبقة المتجمدة، وكذلك التحديد الدقيق لانتشار الغلاف الجوي ومكوناته، أيضًا فإنه يدرس تفاعل الغلاف الجوي مع المحيط الكوكب.
بسبب العائد العلميّ القيم وبسبب مرونة طبيعة المهمة فقد تم منح مشروع مارس إكسبريس خمس مهمات إضافية، الأخيرة منها تمتد حتى عام 2014. .
إن بعض الأجهزة التي على ذلك المسبار بما فيها أنظمة التصوير وبعض أجهزة الـ سبيكتروميتر(جهاز القياس الطيفي) تستخدم تصاميم خاصةً بالبعثة الروسية مارس 96 والتي فشل إطلاقها عام 1996 (في الواقع فإن الدول الأوروبية كانت قد أمدت تلك البعثة التي باءت بالفشل بالكثير من المعدّات والتمويل).
و ينبني تصميم مارس إكسبريس على تصميم مشروع وكالة الفضاء الأوروبية المسمّى روزيتا، والذي تمّ إنفاق مبلغ ضخم على تطويره. يُذكر أن التصميم عينه قد تم اعتماده في مشروع فينوس اكسبريس بهدف زيادة الدّقة وخفض تكاليف التطوير وتقليص الوقت.

## نظرة عامة علي طبيعة المهمة والجدول الزمني

### نظرة عامة علي المهمة
تهدف بعثة مارس إكسبريس إلى دراسة المدار (خاصة الأساسي) إلى جانب دراسة لبّ الكوكب وسطحه، وكذلك إلى دراسة المناخ والبيئة على سطح المريخ. وتُمثل بعثة مارس إكسبريس محاولة لتحقيق الأهداف العلمية التي فشلت في تحقيقها البعثة الروسية «مارس 96»، متمّمةً بأبحاث بيولوجيا الفضاء التي تقوم بها «بيجل 2». ومن وجهة نظر علم مقارنة الكواكب، فإن دراسة المريخ لهي ضرورة أساسية من أجل فهم أفضل لكوكب الأرض.
تحمل المركبة على متنها في الأصل سبع أجهزة علمية؛ قاعدة هبوط صغيرة، متتبع لمركبة الهبوط وكاميرا رصد بصري، كلها قد تم تصميمها للمساعدة في حلّ لغز مياه المريخ المفقودة. كل الأجهزة تأخذ قياسات السطح والغلاف الجوي ووسائل الاتصال بين الكواكب من المركبة الرئيسية في المدار القطبي، مما سيسمح لها بتغطية الكوكب بأكمله تدريجيًا.
بلغت التكلفة الإجمالية الأولية لبعثة مارس إكسبريس 150 مليون يورو  هذا باستثناء مركبة الهبوط. يُذكر أن عقد المقاولة الأوليّ لبناء المسبار الخاص ببعثة مارس إكسبريس كان من نصيب «أستريوم للأقمار الصناعية» التابعة لشركة الفضاء والدفاع الجويّ الأوروبية.

### الإعداد للبعثة
في السنوات التي سبقت إطلاق المركبة الفضائية أعدت فرق عديدة من خبراء الشركات والمنظمات المساهمة؛ أعدت القطاعات الفضائية والأرضية. ركّز كل من هذه الفرق على مسئولياته وعلى الربط بينها كما هو مطلوب منه، غير أنه قد برز مطلب إضافي أساسي من أجل مرحلة الإطلاق والمدار الأوليّ وجميع العمليات التنفيذية الحاسمة وهي أنها لم تكن جاهزة للربط، ولذلك فقد اندمجت الفرق جميعها في فريق واحد متكامل من أجل تنفيذ المهام. كان لزامًا على جميع الخبراء أن يعملوا معًا في بيئة عملية وتنفيذية، وكذلك أن يكون هناك تناغم وسلاسة في الربط والتفاعل بين جميع عناصر النظام (البرمجيات والأجهزة، وكذلك العامل البشري) من أجل أن يتم ذلك:
- كان لابد من كتابه وتصحيح إجراءات عمليات الطيران وصولًا لأدق واصغرالتفاصيل وكذلك التحقق من سلامة نظام التحكم.
- كما وجب إجراء اختبارات للتحقق من صحة الأنظمة بواسطة القمر الصناعى لإنشاء الربط الصحيح بين القطاعات سواء على الأرض أو في الفضاء.
- كذلك كان لابد من إجراء اختبار الجاهزية للبعثة عن طريق تشغيل نظم المحاكاة بواسطة المحطات الأرضية.

### الإطلاق

Animation of Mars Express's trajectory around Sun
Mars Express•
Sun•
Earth •
Mars

تم إطلاق المركبة في الثاني من يونيو لعام 2003، في الساعة 23:45 بالتوقيت المحلي لمدينة بايكونور في كازاخستان باستخدام صاروخ من طراز «سيوز/فريجات»، وضعت (مارس اكسبريس) المركبة الفضائية والصواريخ المعززة مبدئيًا في المدار 200 كم حول الأرض، بعدها تم إطلاق الصاروخ مجددًا في الساعة 19:14 بالتوقيت العالمي لوضع المركبة في المدار حول المريخ. انفصل الصاروخ فريجات عن المركبة حوالي الساعة 19:17، وتم نشر الألواح الشمسية لاحقًا وتصحيح المسار في الرابع من يونيو من أجل توجيه مارس إكسبريس نحو المريخ والسماح للصاروخ التعزيزي فريجات بالهبوط في الفضاء بين الكواكب.
يُعد مارس إكسبريس كأول مسبار روسي ينجح في اجتياز المدار الأرضي المنخفض منذ
منذ سقوط الاتحاد السوفيتي.

### مرحلة الملاحة القريبة من الأرض
امتدت مرحلة الملاحة القريبة من الأرض بداية من انفصال المركبة من المرحلة العليا للقاذف حتى اكتمال التحقق الأوّل للمسبار والحمولة. كما تتضمن نشر الألواح الشمسية واكتساب المسار المبدئى، مناورة تصحيح خطأ الحقن والتكليف الأول من المركبة والحمولة ((التكليف النهائى للحمولة حدث بعد دخول مدار المريخ)). الحمولة تم فحصها كل آداة على حده، وهذه المرحلة استمرت نحو شهر واحد.

### طور رحلة ما بين الكواكب
```

```

هذا الطور ذو الخمسة أشهر امتد منذ إنتهاء طور الملاحة بالقرب من الأرض إلى شهر واحد قبل مناورة الهبوط على المريخ وتضمن مناورات تصحيح المسار ومعايرة الحمولة. تم التخلص من معظم الحمولة أثناء هذا الطور باستثناء بعض المُراجِعات ((الفواحص)) متوسطة المدى. وعلى الرغم من التخطيط بأن يكون هذا الطور طورًا هادئًا إلا أنه سرعان ما اتضح جليا أنه سيكون طورًا مشغولًا للغاية. حيث أنه كانت هناك مشاكل في محددات مواقع النجوم، وفي توصيلات أسلاك القوى الكهربية، ومناورات إضافية، وفي الثامن والعشرين من أكتوبر ضُربت المركبة بأحد أقوى التوهجات النجمية التي سجلت على الإطلاق.

### إطلاق معدات الهبوط
قذفت معدات الهبوط بيجل 2 نحو السطح يوم التاسع عشر من ديسمبر في الساعة 8:31 بالتوقيت العالمى ودخلت الغلاف الجوى للمريخ في صباح الخامس والعشرين من ديسمبر، وكان المتوقع أن يحدث الهبوط في الساعة 2:45 بالتوقيت العالمي، لكن بعد عدة محاولات متكررة فاشلة للاتصال ب (بيجل 2) سواء عن طريق مارس اكسبريس أو مسبار مركبة مارس أوديسي التابعة لناسا أعلن مجلس إدارة بيجل 2 فقدانها في السادس من فبراير 2004، وقد تم عمل تحقيق ونشرت نتائجه في وقت لاحق من نفس العام.

### دخول المدار

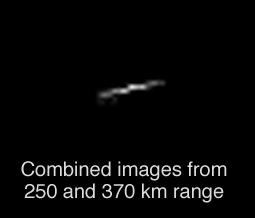
صورة تم التقاطها في عام 2005 لمارس إكسبريس في مدار حول المريخ بواسطة مساح المريخ العالمي Mars Global Surveyor

وصلت المركبة «مارس إكسبريس» بعد رحلة 400 مليون كم وبعد تعديلات على المسار في سبتمبر وديسمبر 2003 .
و في العشرين من ديسمبر أطلقت المركبة دفعة إحتراقية صغيرة وضعتها في الموقع المناسب لتبدأ في الدوران حول الكوكب. بعد ذلك شغل مسبار «مارس إكسبريس» محركه الرئيسي ودخل مدارًا أوليًّا على هيئة قطع ناقص بعداه 250 كم × 150,000 كم بزاوية ميل قياسها 25 درجة في الخامس والعشرين من ديسمبر الساعة 03:00 بالتوقيت العالمى (10:00 مساءً للرابع والعشرين من ديسمبر بتوقيت المنطفة الشرقية الأمريكية).
أول تقييم لدخول المسار أظهر أن المسبار قد وصل إلى أول معالمه على سطح المريخ. وقد تم تعديل المسار بعد ذلك بأربع إحتراقات دافعة للمحرك الأساسى حتى تم الوصول للمدار المطلوب (259 كم × 11,560 كم بزاوية ميل 86 درجة) وهو مدار شبه قطبى حيث أن المدار القطبى تكون زاوية ميله (90 درجة) وكانت الفترة التي تأخذها المركبة في الدوران حول الكوكب دورة كاملة هي 7.5 ساعة.
بالقرب من أقرب نقطة من المريخ في المدار تم توجيه السطح الأمامى للمركبة إلى سطح المريخ وبالقرب من أبعد نقطة من المريخ في المدار يتم توجيه الهوائي ذو الكسب العالى إلى الأرض للإرسال والإستقبال.
و بعد 100 يوم من الدوران حول الكوكب تم تقليل بُعد أبعد نقطة من المريخ في المدار إلى 10,107 كم وتم زيادة قُرب أقرب نقطة من المريخ في المدار إلى 298 كم بحيث تصبح الفترة التي يستغرقها مسبار لإتمام دورة كاملة هي 6.7 ساعة.

### نشر مارسيس
في الرابع من مايو لعام 2005 نشرت مارس إكسبريس أذرع التمدد لأول الرادارين والتي يبلغ طولها 20 متراً، وذلك تمهيداً لبدء تجربة مارسيس (رادار المريخ المتقدم للسبر الجوفي وسبر الغلاف الجوي)، لم يصل ذراع التمدد في بادئ الأمر للمكان المطلوب. ولكن تم إصلاح الخلل عن طريق تعريضه لـ أشعة الشمس لبضع دقائق، وذلك في العاشر من مايو. في الرابع عشر من يونيو تم نشر ذراع التمدد الآخر والبالغ من الطول 20 متر أيضاً. كلا الذراعين كانا مهمين لصنع هوائي ثنائي القطب بطول 40 متر واللازم حتى يبدأ مارسيس في العمل. في السابع عشر من يونيو تم إضافة هوائي آخر أحادي القطب بطول سبعة أمتار. كان من المخطط لأذرع التمدد في الأصل أن توضع في أبريل 2004؛ ولكن هذا التأخير حدث بدافع الخوف من تدمير المركبة الفضائية عند التثبيت في حالة حدوث اصطدام، وبسبب ذلك التأخير تقرر تقسيم عمل أربعة أسابيع إلى جزئين؛ أسبوعان امتدا حتى الرابع من يوليو، وأسبوعان آخران في شهر ديسمبر 2005.
كان نشر أذرع التمدد مهمة صعبة وغاية في التعقيد والحساسية، لذلك فقد احتاج للتعاون المشترك بين وكالتي ناسا ووكالة الفضاء الأوروبية وأيضًا بعض الجامعات الصناعية والعامة.
بدأت الملاحظة العلمية الشديدة بداية من يوليو 2005 (لمعلومات أكثر طالع [7][8] ، بوابة وكالة الفضاء الأوروبية) حينئذ كان مارس إكسبريس جاهزاً للعمل، فقامت وكالة الفضاء الأوروبية بضغط مفتاح الإطلاق.

### مهام المركبة الفضائية
تم تنفيذ مهام مارس إكسبريس في دارمشتات بواسطة فريق متعدد الجنسيات من المهندسين من مركز عمليات وكالة الفضاء الأوروبية. وقد بدأ هذا الفريق التحضيرات للمهمة قبل موعد الإطلاق الفعلي بحوالي ثلاث أو أربع سنوات.و قد تطلب ذلك إعداد القطاع الأرضي والإجراءات التنفيذية للمهمة بأكملها.
تألف فريق التحكم في المهمة من: فريق التحكم في رحلة الطيران، فريق ديناميكيات الطيران، مديري العمليات البرية، مهندسي البرمجيات، مهندسي التجهيزات الأرضية.
كل هؤلاء كانوا من أعضاء مركز عمليات وكالة الفضاء الأوروبية (ESOC) ولكن كان معهم فرق أخرى من خارج مركز عمليات وكالة الفضاء الأوروبية (ESOC) أيضاً مثل: فريق دعم المشروع والصناعة فهم من صمموا وبنوا المركبة الفضائية. تألف فريق التحكم في المهمة من: فريق التحكم في رحلة الطيران، فريق ديناميكيات الطيران، مديري العمليات البرية، مهندسي البرمجيات، مهندسي التجهيزات الأرضية.
كل هؤلاء كانوا من أعضاء مركز عمليات وكالة الفضاء الأوروبية (ESOC) ولكن كان معهم فرق أخرى من خارج مركز عمليات وكالة الفضاء الأوروبية (ESOC) أيضاً مثل: فريق دعم المشروع والصناعة فهم من صمموا وبنوا المركبة الفضائية.
تألف فريق التحكم في رحلة الطيران من:
- مدير عمليات المركبة الفضائية
- ثلاثة مخططين للمهمة
- محلل للمركبة الفضائية
- ستة متحكمين في المركبة الفضائية، بالمشاركة مع فينوس إكسبريس وروزيتا.

تم البدء ببناء الفريق –تحت قيادة مدير عمليات المركبة- قبل الإطلاق بأربع سنوات؛ فقد كان مطلوباً منه تكوين فريق مناسب من المهندسين الذين يستطيعون التعامل مع المهام المختلفة التي تتضمنها المهمة، وقد أتى المهندسون من مختلف المهام الأخرى للانضمام إلى مارس إكسبريس، وقد كان معظمهم مشتركاً في الأقمار الصناعية التي تدور حول الأرض.

### طريقة إرسال المعلومات الي الأرض
منذ وضع مارس إكسبريس في مداره وقد بدأ تدريجيًا في تحقيق الأهداف العلمية المرجوة منه. شكليًا مركبة الفضاء تتوجه إلى المريخ بينما تجمع المعلومات ثم تنحرف لمواجهة الأرض لإرسال البيانات، وذلك بالرغم من أن بعض الآلات مثل: مارسيس (رادار المريخ المتقدم للسبر الجوفي وسبر الغلاف الجوي)، راديو العلم قد تكون قيد العمل في نفس الوقت.

## المسبار والأنظمة الفرعية

### البنية
إن مسبار مارس إكسبريس هو مركبة فضائية ذات شكل مكعب ولها جناحان من الألواح الشمسية يمتدان في اتجاهين متعاكسين. تتضمن الكتلة المطلقة ذات الـ 1123 كيلوجرامًا جسد المركبة الرئيسي (و هو ما يُسمَّى بالحافلة) بوزن 113 كجم من الحمولة، مركبة الهبوط ذات الـ 60 كجم، و 457 كجم من الوقود الدافع.
و قد تم تصميم الجسد الرئيسي للمركبة بواقع أبعاد 1.5 متر × 1.8 متر × 1.4 متر، مع بنية من الألومينيوم ذات تصميم يشبه خلايا النحل مغطاة بطبقة من الألومينيوم.و يبلغ طول الألواح الشمسية حوالي 12 مترًا، كما يمتد هوائيّان ثنائيّا الأقطاب بطول 20 مترًا في اتجاهين متعاكسين بالتعامد على اللوحين الشمسيين كجزء من جهاز الرادار.

### الدفع
قدمت سفينة الإطلاق «سويوز/فريجات» معظم قوة الدفع اللازمة لبلوغ مارس إكسبريس سطح المريخ، وقد تم تحرير المرحلة الأخيرة من «فريجات» فور التحقق من مسار المسبار نحو المريخ. كذلك فقد تم استخدام وسائل الدفع في المركبة الفضائية بغرض إبطاء المسبار من أجل وضعه في مدار المريخ ولاحقًا من أجل تصحيحات المدار.
تم بناء جسم المركبة حول نظام الدفع الرئيسي والذي يتكون بشكل أساسي من محرك 400 N ثنائي الدفع. خزّانا الوقود ذوا سعة الـ 267 لترًا تبلغ سعتهما الإجمالية 595 كجم، تبلغ حاجة البعثة المسمّاة 370 كجم منها. يتم استخدام الهيليوم المضغوط في خزان ذي سعة 35 لترًا من أجل ضخ الوقود إلى المحرك. كما يتم تصويب المدار من خلال ثمان دافعات N10، تم مسبقًا تركيب كل واحد منها على زاوية من زوايا المركبة مكعبة الشكل. تم تصميم المركبة لتتوافق مع منصة الإطلاق «سويوز/فريجات»، كما أنها متوافقة أيضًا تمامًا مع مركبة الإطلاق دلتا 2.

### الطاقة
يتم إمداد المركبة بالطاقة من خلال ألواح الطاقة الشمسية والتي تحوي 11.42 مترًا مربعًا من خلايا السيليكون. كان من المفترض أن تكون الطاقة 660 وات لـ 1.5 وحدة فلكية، ولكن بسبب خطأ في التوصيل فقد تم خفض الطاقة المتاحة بنسبة 30% لتكون 460 وات فقط؛ مع ذلك فإن هذا النقص في الطاقة لا يؤثر بشكلٍ كبيرٍ على العائد العلمي للبعثة. يتم تخزين الطاقة في ثلاث بطاريات ليثيوم آيون بسعة إجمالية تبلغ 64.8 أمبير/ساعة من أجل استخدامها خلال الكسوف. يتم تنظيم الطاقة بشكل كامل في 28 فولت. في الحالة العادية تستهلك المركبة طاقة تعادل 450 وات إلى 550 وات.

### نظام الملاحة
يتم التحكم بالموقع (ثبات ثلاثي المحاور) من خلال استخدام وحدات قياس القصور الذاتي ثلاثية المحاور، زوج من الكاميرات النجمية، جيروسكوب (جهاز تحيد الاتجاه)، جهاز مقياس التسارُع، وزوجين من العجل برد فعل 12 تيوتن م.ث. يبلغ مؤشر الدقة 0.04 درجة بالنسبة للإطار المرجعي للقصور الذاتي، و 0.08 بالنسبة للإطار المداري للمريخ. كما تساعد ثلاثة من الأنظمة المدمجة مع المركبة على دقة توجيه مارس إكسبريس؛ وهو أمر أساسي من أجل السماح للمركبة بالاتصال بطبق 35 متر وطبق 70 متر على الأرض وحتى بعد 400 مليون كيلومترًا.

### الاتصالات
يتكون نظام الاتصالات الفرعي من 3 هوائيّات؛ هوائي إرسال على شكل قِطع مكافئ عالي الكسب بقطر 1.7 متر واثنين أُحاديي الاتجاه. يوفِّر الهوائي الأول خطوط الاتصال (إرسال الاتصالات واستقبال قياسات المعلومات) في كل من الموجة (((إكس))) بتردد 7.1 جيجاهرتز، والموجة (((إس))) بتردد 2.1 جيجاهرتز ويتم استخدامه خلال مرحلة العلوم الشكلية حول المريخ. أما الهوائيات منخفضة الكسب فإنها تُستخدم أثناء الإقلاع وفي العمليات الأولية على المريخ وأيضًا في حالات الطوارئ التي قد تطرأ في المدار. وتحمل اثنان من مركبات الهبوط على المريخ هوائيات فائقة التردد للتواصل مع "بيجل 2" أو منصات الهبوط الأخرى باستخدام أجهزة إرسال "ميلاكوم.

### المحطات الأرضية
على الرغم من أن الاتصالات مع الأرض كان من المقرر أن تتم مع محطة الفضاء الأرضية ذات اتساع الـ 35 مترًا التابعة وكالة الفضاء الأوروبية في ولاية نيو نورشيا بأستراليا؛ إلا أن طبيعة المهمة فيما يتعلق بمرونة التحسين التدريجي والعائد العلمي قد اقتضت استخدام أحدث محطات التتبع الأرضية التابعة لوكالة الفضاء الأوروبية في محطة سيبريروس" بولاية مدريد في إسبانيا.
بالإضافة إلى ذلك فإن الاتفاقيات مع شبكة مراقبة الفضاء البعيد من ناسا قد جعلت من الممكن استخدام المحطات الأمريكية من أجل التخطيط الشكلي للبعثة؛ مما أدى إلى زيادة التعقيد ولكن إلى جانب تأثير إيجابي واضح على العائد العلمي للمشروع.
و قد أثبت التعاون المشترك بين مختلف الوكالات فعاليته ومرونته وإثراءه للطرفين. من الناحية التقنية فإن هذا التعاون أصبح ممكنًا –إلى جانب أسباب أخرى- بفضل اعتماد الوكالتين لمعايير الاتصال التي حددتها اللجنة الاستشارية لنظم البيانات الفضائية.

### حرارياً
يتم التحكم بالحرارة من خلال استخدام المشعاعات،عازل متعدد الطبقات، والسخانات ذات التحكم التفاعلي. يجب أن يتوفر بالمركبة الفضائية بيئة مناسبة للأدوات والمعدات التي على متنها . كل من الأداتين PFS (مطياف فوريير الكوكبي) و OMEGA يحتويان على مستشعر بالآشعة تحت الحمراء (إنفرا) والتي يجب أن تحفظ في درجة حرارة منخفضة جداً (تصل إلى حوالي -180درجة مئوية). كذلك فإن أجهزة الاستشعار بكاميرا الاستيريو فائقة الدقة تحتاج أيضا أن تحفظ باردة، ولكن بقية الأدوات والمعدات على متن المركبة تكون في أفضل أداء لها عند درجة حرارة الغرفة (10 - 20 درجة مئوية).
و قد تم تبطين المركبة ببطانيات حرارية مصنوعة من سبائك الألومنيوم والقصدير المطلية بالذهب للحفاظ على درجة الحرارة الداخلية عند 10- 20 درجة مئوية. أما الأدوات التي تعمل في درجة حرارة منخفضة جدًا فتحفظ باردة، عن طريق عزلها حراريًا عن درجة الحرارة الداخلية المرتفعة نسبيًا، وتنبعث منها الحرارة الزائدة إلى الفضاء باستخدام المشعاعات المرفقة.

### وحدة التحكم وتخزين البيانات
يتم تشغيل المركبة الفضائية من قبل اثنتين من وحدات التحكم وإدارة البيانات مع 12 غيغابايت من الذاكرة الصلبة  تستخدم لتخزين البيانات وحفظ المعلومات التي تستخدم في عملية بث (إرسال) البيانات. تتحكم الحواسيب على متن المركبة بجميع جوانب عمل وأداء المركبة بما في ذلك التحكم في تشغيل وإيقاف الأجهزة، وتقييم اتجاه المركبة في الفضاء وإصدار الأوامر لتغييره إذا لزم الأمر.
أحد الجوانب الرئيسية الأخرى لبعثة مارس إكسبريس هو أداة مارس إكسبريس للذكاء الاصطناعي (ميكسار2). الغرض الأساسي منها هو جدولة أوقات تنزيل البيانات العلمية المتنوعة التي تم جمعها إلى الأرض .حيث أن تلك العملية - فيما مضى- كانت تأخذ وقتا طويلا من المتحكمات الأرضية، فتلك الأداة الجديدة تختزل الوقت للمشغل وتحدد أفضل مجال ترددات الـDSN (Deep Space Network) فتمنع ضياع البيانات، وتسمح بأفضل استخدام للـDSN للعمليات الفضائية الأخرى كذلك .
تلك الأداة تحدد أيضا كيفية إدارة الذاكرة المذكورة مسبقا، حيث تحدد متى يكون الـ DSN متاح وغير مستخدم من قبل مهمة أخرى، وكيف تصل إلى أحسن استغلال لمجال الترددات المتاح لها، ومتى تكون المركبة موجهة توجهًا صحيحًا لإرسال البيانات لكوكب الأرض.

### معدات الهبوط
.

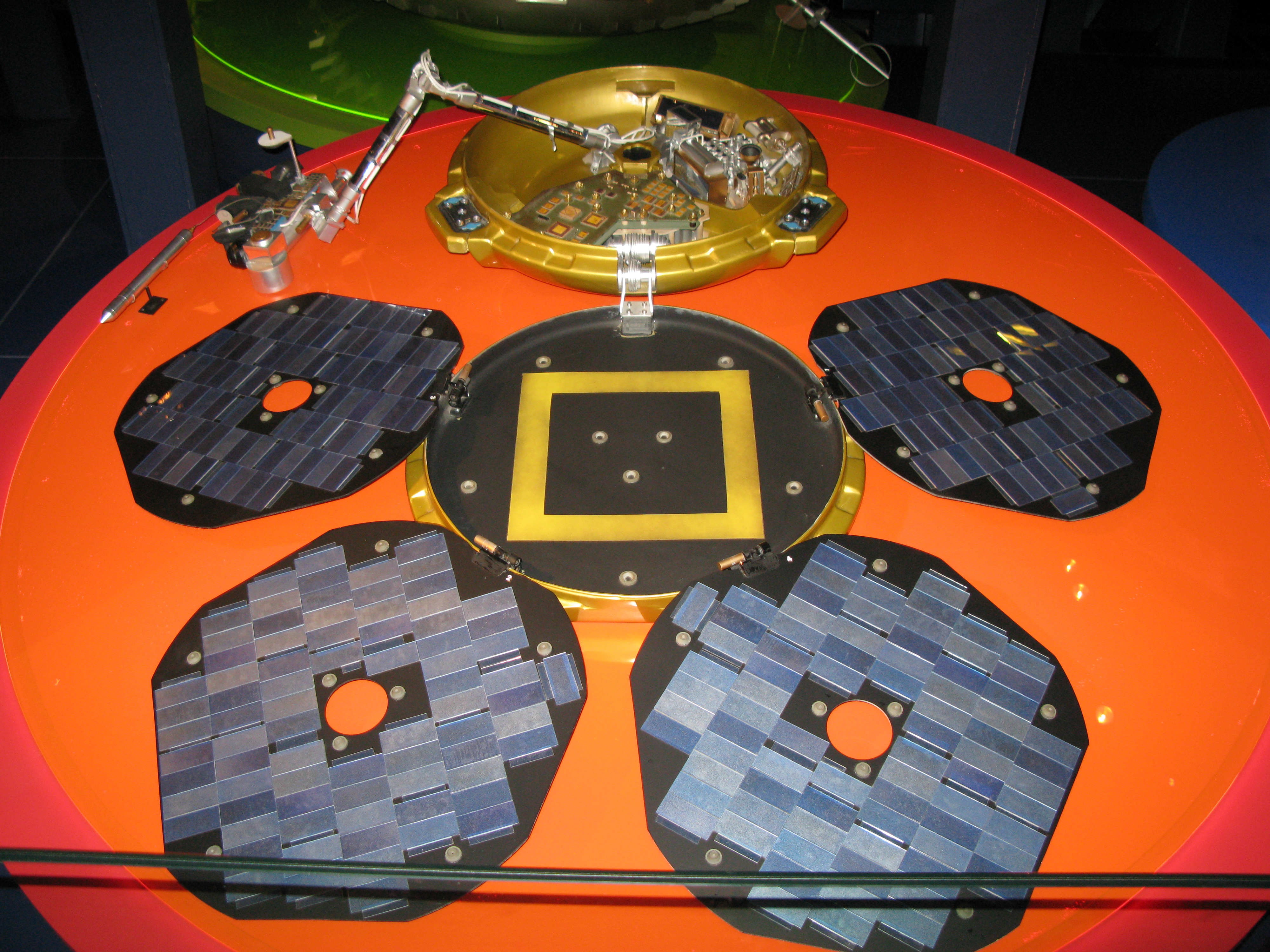
نسخة طبق الأصل من أحد مكونات المسبار بيجل 2 الخاص بمارس إكسبرس موجودة بمتحف العلوم في لندن

كانت أهداف قاعدة الهبوط بيجل 2 هي توصيف موقع الهبوط جيولوجيًا، ومعدنيًا، وجيوكيميائيا، وتوصيف الخواص الفيزيائية للغلاف الجوي، وطبقات السطح. بالإضافة إلى جمع بيانات عن الأحوال الجوية ومناخ المريخ، والبحث عن أية آثار ممكنة للحياة؛ غير ان محاولة الهبوط فشلت وأعلن المسبار مفقودًا.
حددت لجنة التحقيق في اختفاء بيجل 2  العديد من الأسباب المحتملة لفشل محاولة الهبوط، تضمنت مشاكل الوسادة الهوائية، والصدمات الشديدة التي قد تحدث لإلكترونيات المسبار والتي لم تتم محاكاتها بشكل كاف قبل الإطلاق، ومشاكل مرتبطة بأجزاء من مراحل نظام هبوط، وارتطام المسبار بالأرض، لكن لم تتمكن اللجنة من الوصول إلى أية استنتاجات قاطعة .

## الإكتشافات العلمية والأحداث المهمة
كثر مِنْ 5000 مدار، آلات حمولةِ المريخ السريعةِ كَانتْ إسمياً واشتغلتْ بإنتظام. آلة تصوير إتش آر إس سي تُخطّطُ السطحَ المريخيَ بثبات لم يسبق له مثيلِ وأَخذتْ العشراتَ من الصورِ.

### 2004
- 23 يناير

أعلنَ إي إس أي إكتشاف المثلوجة المائيةِ في قبّعةِ الثلجِ القطبيةِ الجنوبيةِ، واجهَ استعمال البياناتِ يناير/كانون الثّاني 18 بآلةِ الأوميغا .
- 28 يناير

َصِلُ متتبّعُ المريخِ السريعِ مدارَ عِلْمٍ نهائيِ حول المريخِ.
- 17 مارس

يَكتشفُ المدارمثلجة قطبية تحتوي 85 % ثاني أكسيد الكاربون
ثلج و15 % مثلوجة مائية . (CO2).
- 30 مارس

بيان صحفي يُعلنُ بأنّ المتتبّعَ اكتشفَ ميثاناً في الجوِّ المريخيِ. بالرغم من أن الكميةِ صغيرةُ، حوالي 10 أجزاءِ في الألف مليون، أثارَ العلماءَ للاسْتِخبار عن مصدرِه. ولأن الميثانِ مُزَالُ مِنْ الجوِّ المريخيِ بسرعة كبيرة، فلابدّ أن يكون هناك مصدر حالي يُعيدُ ملئه. لأن أحد المصادرِ المحتملةِ يُمكنُ أَنْ تَكُونَ حياةً مكروبيةً، وإنه لمُخَطَّطُ للتحقق من مصداقية هذه البياناتِ ويُترقّبُ الاختلاف خصوصاً في التركيزِ في الأماكنِ المُخْتَلِفةِ على المريخِ. من المؤمّل أنّ مصدر هذا الغازِ يُمْكِنُ أَنْ يُكتَشفَ بإيجاد موقعِه مِنْ الإطلاقِ.
- 28 أبريل

أعلنَ إي إس أي أي إنتشار ذراع التطويل الذي يَحْملُ الرادار المثبت مارسيس تم تأجيله.
ووَصفَ ال (إي إس أي) المخاوفَ بحركةِ ذراع التطويل أثناء الإنتشارِ، والتي يُمْكِنُ أَنْ تُسبّبَ للمركبة الفضائيةَ أن تُضْرَبَ بعناصرَ منها. وهناك تحقيقات أخرى أعمق يتم تخطيطها للتَأْكد بمن أَنَّ هذا سوف لَنْ يحْدثَ.
- 15 يوليو

العلماء الذين يعملون بآلةِ بي إف إس أعلنوا بأنّهم اكتشفوا الملامح الطيفيةَ لمركب الأمونيا في الجوِّ المريخيِ بشكل تجريبي. كما أن الميثان إكتُشفَ في سابقاً (انظر فوق)، ويَشتعل الأمّونيا بسرعة في جو المريخ ومَنْ الضَّرُوري أَنْ يُعادَ ملئه بشكل ثابت. هذا يُشيرُ نحو وجودِ الحياةِ النشيطةِ أَو النشاطِ الجيولوجيِ؛ وتم تَأكيد الظاهرتين اللتين بَقى حضورَهما غيرَ مُكتَشَفَ حتى الآن.

### 2005
في 2005, علماء إي إس أي ذَكروا بأنّ بيانات أداة الأوميجا (المرئية والمقياس الطيفي لتوزيع المعادن تحت الأحمر) إلى حضورِ الكبريتاتِ المائية، ومعادن متعددة تشكل ترتيب الصخور.
- 8 فبراير

الإنتشار المتأخر للامسِ المستقبِل مارسيس أعطىَ ضوءاً أخضرَ مِن قِبل إي إس أي. وهو مُخَطَّطُ لأن يحدث في أوائل مايو2005.
- 5 مايو

ذراع التطويل الأول للامسِ المستقبِل مارسيس نُشِرَ بنجاح. في باديء الأمر،  ما كان هناك إشارةَ تدل على وجود أيِّ مشاكل، لكن لاحقاً اكتُشفَ بأنّ قطعة من ذراع التطويل لَمْ يُقْفَلْ. إنتشار ذراع التطويل الثانيِ أُعِدَّ للسَماح بتحليلِ أعمق وأبعد للمشكلة
- 11 مايو

باستعمال مارسيس حرارة الشمس لتوسيع قطع اللامس حبست القطعة الأخيرة بنجاح .
- 11 يونيو

الذراع الثاني نُشِرَ، وفي يونيو/حزيران 16 إي إس أي أعلنَ بأنّه كَانَ بمثابة نجاح .
- 22 يونيو

أعلن إي إس أي بأنّ اللامس شغال بالكامل وسيبدأ باكتساب البيانات قريباً. وهذا يتبع انتشار الذراع الثالث في يونيو/حزيران 17، واختبار إرسال ناجح في يونيو/ حزيران 19.

### 2006
- 21 سبتمبر

التقطت كاميرا إي إس أي عالية الوضوح والمسماة (إتش أر إس سي) على صور منطقة سيدونيا، موقع مشهور«وجه على المريخ».
الموقع المشهور «وجه على المريخ». أصبحت تلك الصخرة مشهورة بعد التقاط صورة لها في عام 1976 بواسطة المسبار الأمريكي فايكنج 1. تم التقاط الصورة بدقة حوالي 13.7 متر لكل بكسل.
- 26 سبتمبر

ظهر مسبار مارس اكسبرس من كسوف موسمي بدخول خاص في وضع فائق منخفض الطاقة الملقب بـ SUMO . تكوين مبتكر هدف الي توفير الطاقة لضرورة ضمان نجاة المسبار. هذا النموذج طور من خلال فريق عمل ما بين ESOC متحكموا المهمة ووالمحققين الرئيسيين والصناعة وإدارة المهمة .
- أكتوبر

في شهر أكتوبر من عام 2006 واجهت المركبة الفضائية مارس إكسبريس اقتران فائق مع الشمس (محاذاة الأرض – الشمس – مارس اكسبريس) الزاوية بين الأرض والشمس ومارس اكسبريس وصلت الحد الأدني في 23 اكتوبرعند 0.39 درجة عند مسافة 2.66 وحدة انغستروم.القياس التشغيلي كان متخذ لتقليل تأثير تدهور الرابط منذ الكثافة العالية لالكترونات البلازما الشمسية التي اثرت بشكل كبير علي إشارة الترددات الراديوية .
- ديسمبر

بعد خسارة مختبر الدفع النفاث لناسا تم طلب فريق مارس إكسبريس للتحرك على أمل تمييز المركبة الفضائية الأمريكية بصريًا. استنادًا على آخر تقويم فلكي لمساح المريخ العالمي والمزود بمختبر الدفع النفاث، وقامت الكاميرا عالية الدقة على متن المركبة بمسح شامل للمنطقة في محاولتين فاشلتين.

### 2007
- يناير

للمرة الأولى أعطي الإذن لـ NASA-SPL لمساعدة مارس إكسبريس في عملية الهبوط بالمسبار الفضائي فينيكس.
- فبراير

الكاميرا الصغيرة - والتي كانت قد استخدمت مرة واحدة فقط لرصد إخراج المسبار – تم إعادة استخدامها ثانية، وتم اتخاذ الخطوات الأولى لمنح الطلاب إمكانية المشاركة في حملة "قد المركبة الفضائية مارس إكسبريس والتقط صورًا لك على المريخ.
- 23 فبراير

منحت لجنة البرنامج العلمي (SPC) للبعثة مدًا حتى مايو 2009.
- 28 يونيو

أنتجت الكاميرا عالية الدقة (HRSC) صورًا لملامح تكتونية رئيسية في منطقة Aeolis Mensae [الإنجليزية].

### 2008
فاز فريق بعثة مارس إكسبريس بجائزة السير آرثر كلارك لأفضل إنجاز لفريق.

### 2009
- 4 فبراير

لجنة البرنامج العلمي الخاصة بوكالة الفضاء الأوروبية ESA قررت مدّ فترة البعثة حتى 31 ديسمبر 2009.
- 7 أكتوبر

لجنة البرنامج العلمي الخاصة بوكالة الفضاء الأوروبية ESA قررت مدّ فترة المهمة حتى 31 ديسمبر 2012.

### 2010
- 5 مارس

لقيام بتحليق منخفض على القمر المريخي فوبوس لقياس جاذبيته.

### 2011
- 13 أغسطس

الانتقال إلى وضع التشغيل الآمن بعد حدوث مشكلة في خلايا الذاكرة. (SSD)

- 23 أغسطس

مشكلة في خلايا الذاكرة.
- 23 سبتمبر

الانتقال إلى وضع التشغيل الآمن بعد حدوث مشكلة في خلايا الذاكرة.
- 11 أكتوبر

مشكلة في خلايا الذاكرة 
- 16 أكتوبر

الانتقال إلى وضع التشغيل الآمن بعد حدوث مشكلة في خلايا الذاكرة .
- 24 نوفمبر

تم استكمال المهام العلمية اعتمادًا على الشريط الزمني القصير للرحلة عوضًا عن ذلك الشريط الطويل الموجود بخلايا الذاكرة التالفة .

### 2012
- 16 فبراير

تم استكمال جميع المهام العلمية مع تبقي وقود يكفي لأربع عشرة سنة إضافية من العمل.
- يوليو

تم دراسة الهالة الشمسية بواسطة موجات الراديو.
- 5/6 أغسطس

تم الاستعانة بالمسابير الأمريكية مارس أوديسي ومارس ريكونيسانس أوربيتر في جمع وإرسال البيانات إلى مختبر علوم المريخ (Mars Science Laboratory MSL).

### 2013

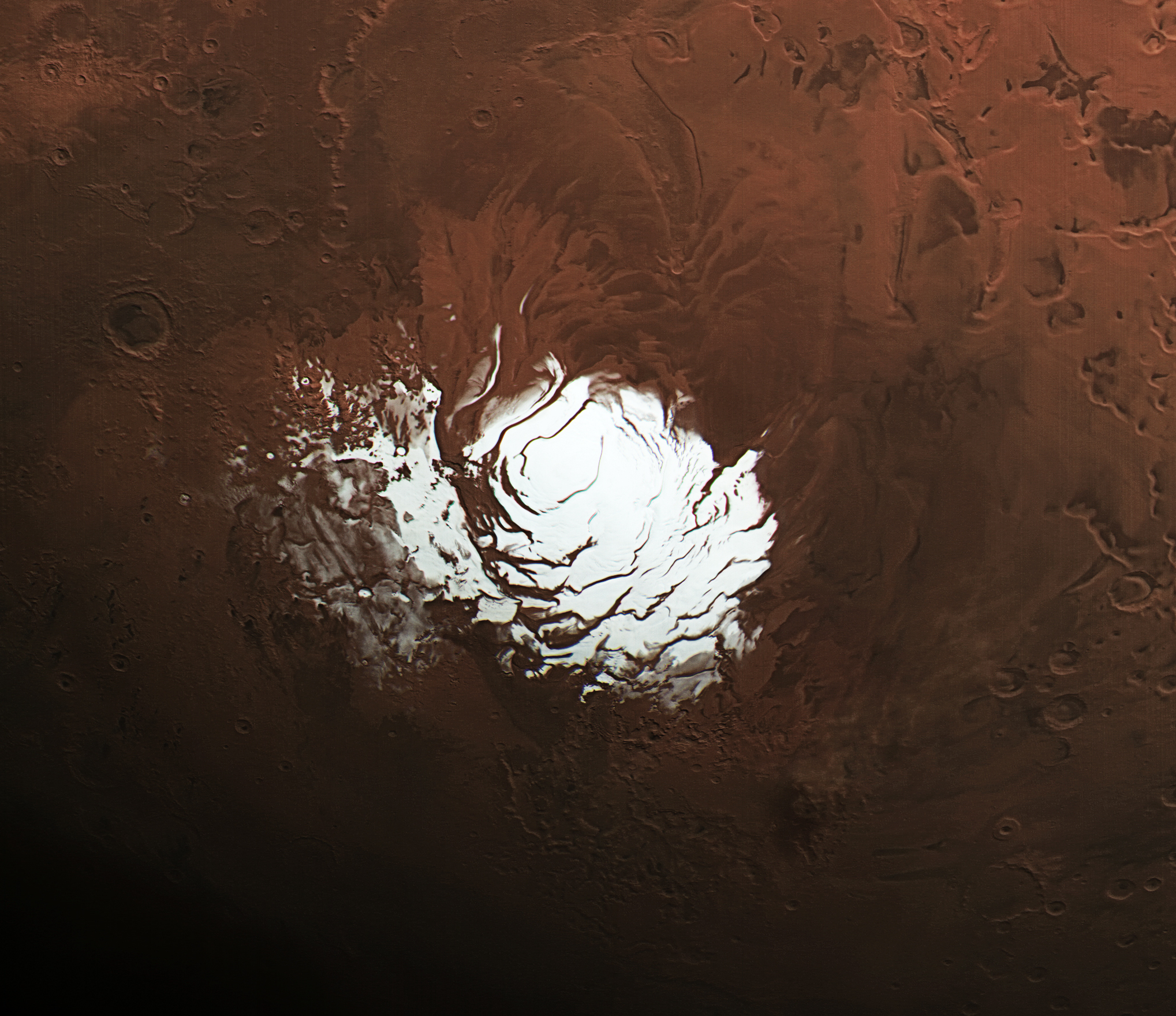
القطب الجنوبي للمريخ بواسطة Mars Express ، 2015
أعارة من ESA / DLR / FU Berlin

كونت مارس إكسبريس خريطة طبوغرافية شبه كاملة لسطح المريخ.
- 29 ديسمبر

حققت مارس إكسبريس أقرب تحليق منخفض من القمر المريخي فوبوس حتى تاريخه.

### 2020
- سبتمبر 2020 ، تم الإبلاغ عن اكتشاف بناءً على دراسات رادار MARSIS ، لـ ثلاث بحيرات جليدية أخرى على المريخ ، 1.5 كـم (0.93 ميل) أسفل الغطاء الجليدي القطبي الجنوبي  [لغات أخرى]‏. تم تصحيح حجم البحيرة الأولى التي تم العثور عليها ، والأكبر ، إلى  عرضًا. إنها محاطة بثلاث بحيرات أصغر ، كل منها بعرض بضعة كيلومترات. [35]

### 2023
- 3 يونيو

للاحتفال بالذكرى السنوية العشرين لإطلاق المركبة الفضائية ، تم بث [بث مباشر] للصور من كاميرا المراقبة المرئية عبر الإنترنت ، إيذانا بأول بث مباشر من المريخ. 